# 웰니스
웰니스(Wellness)는 질병이 없는 상태를 넘어선 삶의 질을 최적화하는 것을 목표로 하는 상태를 의미한다.

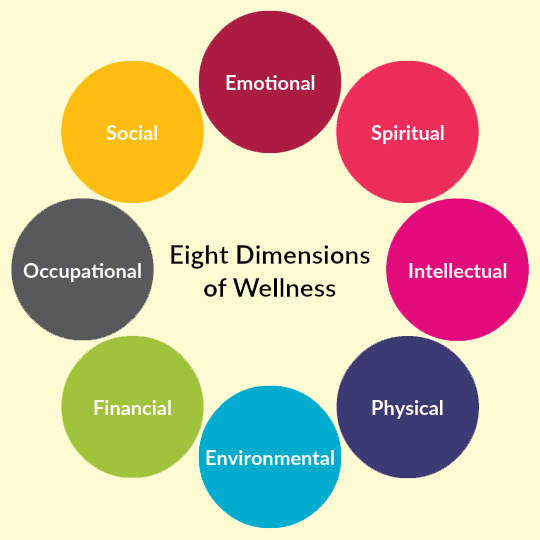
웰니스의 여덟 요소

웰니스라는 개념은 대체의학 운동과 같은 뿌리를 공유한다. 19세기 미국과 유럽에서 신사고 운동, 크리스천 사이언스, 레벤스레폼처럼 건강을 최적화하고 인간 전체를 고려하려 했던 운동들에서 비롯되었다. 아유르베다는 이 개념을 언급하며 웰니스와 건강 유지 개념에 전념하는 전체 전문 분야를 두었다.
1961년 미국 의학자 헐버트 던 (Halbert L. Dunn) 박사가 처음 웰니스라는 개념을 제창했다. 보다 쉬운 말로 정의하면, 웰니스는 생활과학으로서 운동을 일상생활에 적절하게 도입해 건강하게 하루하루의 삶을 보낸다는 의미에서 만들어진 개념이다.
웰니스라는 용어는 유사과학적인 건강 개입을 위해 오용되기도 했다.

## 어원 및 정의
웰니스는 '건강'이나 '상쾌'를 의미하는 영어단어 'well'에서 나왔으며, '질병'을 의미하는 'illness'와는 대조적인 개념이다. 그렇다면 질병이 없는 상태를 웰니스라고 할 수 있을까. 질병이 없는 상태는 일반적으로 헬스(건강)라고 표현해 왔다. 웰니스는 질병이 없는 상태인 헬스(건강)을 '기반'으로 하면서, 그 기반 위에 풍요로운 인생, 멋진 인생을 실현하는 것을 '목표'로 한다. 무언가에 몰두하고 있는, 열중하고 있는, 삶의 가치를 발견하는 등의 과정도 활력이 넘친다면 웰니스라고 할 수 있다는 것이다.

## 역사
이 용어는 부분적으로 세계보건기구의 1948년 헌장 서문에 영감을 받아 사용되었다. 헌장에는 "건강은 단순히 질병이나 허약함이 없는 상태가 아니라 완전한 신체적, 정신적, 사회적 웰빙의 상태이다"라고 명시되어 있다. 이 용어는 1950년대에 할버트 L. 던 박사가 미국에서 처음 사용했다. 던은 국립 생명 통계청의 국장이었으며, "고수준 웰니스"에 대해 논의했고, 이를 "개인이 달성할 수 있는 잠재력을 극대화하는 방향으로 통합된 기능 방식"으로 정의했다. 이어서 "웰니스"라는 용어는 존 트래비스가 1970년대 중반 밀밸리에 "웰니스 리소스 센터"를 개설하면서 채택되었는데, 이는 당시 북부 캘리포니아의 향락주의적 문화와 미 제너레이션의 전형적인 모습으로 주류 문화에 비쳐졌다. 트래비스는 이 센터를 의학의 질병 지향적 접근 방식에 반대하는 대체의학으로 홍보했다. 이 개념은 프리벤션 매거진을 통해 로버트 로데일에 의해, 웰니스에 관한 연례 학술 회의를 개최한 위스콘신 대학교-스티븐스포인트의 의사 빌 헷틀러에 의해, 그리고 1980년대 버클리 웰니스 레터를 창간한 톰 디키에 의해 더욱 대중화되었다. 이 용어는 1990년대에 표준적인 용법으로 받아들여졌다.
21세기 초부터 주류 뉴스 매체들이 "건강 및 웰니스 주제"에 더 많은 지면을 할애하기 시작했고, 웰니스 전문가들이 더 큰 명성을 얻게 되었다.

## 웰니스의 요소
1970년대에 위스콘신 대학교의 의사 빌 헷틀러는 웰니스의 여섯 가지 요인 모델을 개발했으며, 이는 현재 웰니스의 차원(dimensions of wellness)으로 흔히 알려져 있다. 원래의 차원에는 지적, 정서적, 신체적, 사회적, 직업적, 영적 웰니스가 포함되었다. 이후 여러 기관과 연구자들이 웰니스 차원을 건강 프로그램에 적용했으며, 그중에는 환경적, 재정적 웰니스 두 가지를 추가한 미국 약물 남용 및 정신 건강 서비스 관리국도 포함된다. 많은 대학들도 웰니스 차원을 학생 관리 프로그램에 통합했다.

## 기업 웰니스 프로그램
2000년대 후반에 이르러 이 개념은 직장의 직원 지원 프로그램에서 널리 사용되었으며, 중소기업의 이러한 프로그램 개발을 위한 자금은 환자보호 및 부담적정보험법에 포함되었다. 기업 웰니스 프로그램의 사용은 장애인에 대한 차별로 비판받아왔다. 또한, 웰니스 프로그램이 고용주에게 비용을 절감할 수 있다는 일부 증거가 있지만, 이러한 증거는 일반적으로 선택 편향에 취약한 관찰 연구에 기반을 둔다. 무작위 대조 시험은 긍정적인 결과를 덜 보여주며 종종 방법론적 결함을 겪는다.
기업 웰니스 프로그램에서 장애인에 대한 차별은 1990년 미국 장애인법 제정을 촉발한 여러 이유 중 하나였다. 새로 제안된 미국 장애인법 규칙에 따르면, 직원 웰니스 프로그램은 장애 관련 문의 또는 건강 검진을 포함하는 건강 증진 또는 질병 예방과 관련된 프로그램으로 구성된다. 미국 장애인법에 따라 두 가지 유형의 웰니스 프로그램이 있다: 참여형(Participatory)과 건강 의존형(Health-contingent)이다. 이 새로 제안된 규칙은 더 이상 그러한 프로그램이 건강 증진이나 질병 예방을 위해 합리적으로 설계되어야 한다는 요구사항을 포함하지 않는다.

## 비판

### 유사과학의 촉진
웰니스는 특히 광범위한 용어이지만, 푸드 베이브나 굽과 같이 입증되지 않은 의료 요법의 홍보자들에 의해 자주 사용된다. 제니퍼 군터는 웰니스 커뮤니티가 과잉 진단을 조장한다고 비판했다. 굽의 입장은 "현 상태에 회의적이며", "개방적인 대안을 제공한다"는 것이다. 마이클 D. 고든은 유사과학이 분석하기에 나쁜 범주라고 썼는데, 왜냐하면 이는 과학자와 비과학자들이 타인을 비난할 때만 존재하며 자신들에게는 적용하지 않는 부정적인 귀속이기 때문이다. 유사과학은 일반적으로 과학처럼 보이지만, 어떤 식으로든 거짓이거나 오해의 소지가 있거나 입증되지 않은 것을 설명하는 데 사용된다. 유사과학에 해당하는 것들로는 점성술, 골상학, UFO학, 창조론, 그리고 우생학 등이 있다.

### 건강지상주의
웰니스는 사고 예방과 같은 건강 개선에 대한 더욱 제도 중심적인 접근법을 포함하는 해악 예방에 대한 전반적인 초점보다는 생활 습관 변화에 지나치게 집중한다는 비판을 받기도 했다. 페트르 스크라바넥 또한 웰니스 운동이 그러한 변화를 뒷받침할 증거도 없이 생활 습관 변화를 따르도록 사회적 압력 환경을 조성한다고 비판했다. 일부 비평가들은 또한 레벤스레폼과 유사성을 들어, 웰니스 운동의 이념적 결과는 "외모"가 "신체적, 정신적, 영적 건강의 지표"라는 믿음이라고 주장한다.

### 음모심리
웰니스는 극단적인 음모론적 신념과 관행으로 이어지는 관문으로 비판받았다. 유사과학 과학 조사 협회는 대체의학 공동체와 음모론 이념이 "선과 악"이라는 강력한 이원론적 세계관; 복잡한 질문에 대한 단순한 답에 대한 욕구; 그리고 반과학적 경향"이라는 많은 유사점을 공유한다는 것을 발견했다. 코로나 봉쇄 기간 동안 QAnon 음모론의 정치적 신념과 자신들을 연결시키는 극우 웰니스 인플루언서들이 증가했으며, 이는 잘못된 정보의 증가와 해당 그룹의 규모 확대로 이어졌다. 두 그룹은 다음과 같은 유사한 신념을 공유한다: 백신 반대, 코로나19의 허위 정보, 그리고 정부 관료들이 아동 인신매매 성매매 조직을 운영하는 비밀 조직이 있다는 생각.
웰니스 트렌드는 과시 소비의 한 형태로 비판받기도 했다.

## 일본에서의 관심
일본에서 '웰니스'에 대한 관심이 활발하다. 웰니스연구와 보급활동은 주로 의학자나 건강, 체력육성분야에서 이루어졌지만, 최근 몇년간 스파(SPA)산업 등 미용업계, 요식업계, 관광업계를 비롯해 다양한 산업분야에서 관심이 높아지고 있다. 최근 웰니스에 대한 정의로는 2015년 GWI(Global Wellness Institute)가 제창한 '신체적, 정신적, 그리고 사회적으로 건강하고 안정된 상태'가 대표적이다. 일본에서는 류큐대학의 아라카와 마사시(荒川雅志) 교수가 '신체적 건강, 정신적 건강, 환경적 건강, 사회적 건강을 바탕으로 멋진 인생(QOL)을 디자인해 가는, 자기실현"이라며, 건강은 기반이고 웰니스는 삶의 방식이라는 새로운 정의를 제시했다.
일본에서 웰니스산업은 헬스케어시장을 포함해 2015년 기준으로 3조 7,200억 달러(약 372조엔)의 거대시장으로 성장했다. 웰니스라는 개념으로 생각할 경우, 건강과 의료는 물론, 의식주 등의 라이프스타일산업, 문화적 활동, 웰니스와 환경 등 거의 모든 분야에서 참여가능한 테마이다. 관광업계에서도 세계적으로 유명한 호텔체인이 웰니스를 매력적인 키워드로 인식해 새로운 비즈니스기회를 엿보며 웰니스를 전면에 내세운 메뉴를 개발하고, 서비스를 제공하기 시작했다.

## 같이 보기
- 피트니스
- 릿쿄대학교 웰니스연구소
- 웰니스밸리
- 웰니스투어리즘
- 보완대체의학
- 건강지상주의
- 마음챙김
- 유기농 식품 문화
- 건강생성론
- 자기돌봄
- 직장 웰니스

## 참고 문헌
- 荒川雅志 『ウェルネスツーリズム～サードプレイスへの旅～』 フレグランスジャーナル社、2017年。ISBN 978-4-89479-291-3
- 웰니스연구분야, 류큐대학, 2018년 11월 22일 열람.
- 웰니스란무엇인가, 류큐대학, 2018년 2월 11일 열람.
- 웰니스와헬스(건강)의차이, 류큐대학, 2018년 9월 15일 열람.
- Global Wellness Institute(2016).
- 웰니스산업시장규모, 류큐대학, 2018년 9월 15일 열람.